# Centro Ciudades Patrimonio Mundial
El Centro Ciudades Patrimonio Mundial (CCPM) es un centro de documentación, estudio e investigación sobre las Ciudades Patrimonio Mundial creado por la Junta de Castilla y León mediante convenios de colaboración con diversas instituciones como el Grupo de Ciudades Patrimonio de la Humanidad de España o el Instituto Universitario de Urbanística de la Universidad de Valladolid, siguiendo las recomendaciones de UNESCO y en desarrollo del Plan PAHIS de Patrimonio Histórico de Castilla y León 2004-2012.
Además de las labores de investigación y difusión, el Centro tiene por misión promover el encuentro y el intercambio de experiencias entre los diversos agentes e instituciones implicados en la preservación del Valor Universal Excepcional, con el objetivo de generar instrumentos urbanísticos de actuación adecuados para afrontar un importante reto: la adecuación de las áreas urbanas inscritas en la Lista de Patrimonio Mundial a los requerimientos del mundo actual, preservando al mismo tiempo la esencia de su integridad y autenticidad.

## Localización
El Centro Ciudades Patrimonio Mundial tiene su sede en el Palacio de los Verdugo, dentro del recinto amurallado abulense y muy cerca de la Puerta de San Vicente. El palacio es un magnífico ejemplo de arquitectura civil renacentista, declarado Bien de Interés Cultural en 1979 y restaurado recientemente.

## Documentos
Desde 2010 publica una serie de informes sobre el Patrimonio Mundial, centrándose en los conjuntos urbanos.